# Никола Вучевич
Никола Вучевич (на сръбски: Никола Вучевић) е черногорски баскетболист, играещ за Чикаго Булс в НБА. Участник в Мача на звездите през 2019 и 2021 г.

## Клубна кариера
Играе колежански баскетбол в отбора на Южна Каролина Троянс между 2008 и 2011 г. На 23 юни 2011 г. е изтеглен в драфта на НБА от Филаделфия 76ърс. Поради локаута в лигата обаче се връща в родината си и играе за Будучност Подгорица. Връща се във Филаделфия през декември 2011 г. В единствения си сезон за 76ърс записва 51 двубоя с по 5.5 точки средно на мач и 4.8 борби. Също записва 1 среща в плейфония етап.
През 2012 г. е обменен в Орландо Меджик. „Магьосниците“ доверяват титулярното място на Никола в подкошието и черногорецът чупи клубния рекорд за най-много борби с 1 мач, печелейки 29 единоборства на 31 декември 2012 г. в срещата с Маями Хийт. На 10 април 2013 г. записва 30 точки и 20 борби срещу Милуоки Бъкс. През сезон 2013/14 записва 4 срещи с по над 20 точки и 20 борби. През октомври 2014 г. преподписва с Меджик за още 4 сезона. Пропуска голяма част от сезона поради травми, но през декември 2015 г. успява да се върне във форма и чупи рекорда на Шакил О'Нийл за най-добра резултатност за месец средно на мач с 18.4 точки, 9 борби и 3 асистенции. На 10 април 2017 г. става вторият играч с най-много борби в историята на Меджик като само Дуайт Хауърд го изпреварва по този показател.
На 9 ноември 2017 г. записва първия си трипъл-дабъл в НБА (31 точки, 13 борби и 10 асистенции). Между декември 2017 г и февруари 2018 г. лекува контузия, като се завръща с 19 точки и 6 борби в мача с Ню Йорк Никс. През сезон 2018/19 Вучевич извежда Меджик до плейофите с 20.8 точки и 12 борби средно на мач. Записва и втория трипъл-дабъл в кариерата си – 27 точки, 13 борби и 12 асистенции срещу бившия си отбор Филаделфия. Участва и в Мача на звездите.
На 30 юни 2019 г. подписва нов договор с Меджик за 4 сезона. През 2019/20 тимът отново достига плейофите, но отпада в първия кръг. На 5 февруари 2021 г. записва рекордните в кариерата си 43 точки срещу Чикаго Булс. През март 2021 г. за втори път в кариерата си участва в Мача на звездите. На 25 март 2021 г. е обменен заедно с Ал-Фарук Амину в Чикаго Булс, а в Меджик отиват Уендъл Картър мл., Ото Портър мл. и два избора в драфта.

## Национален отбор
С националния отбор на Черна гора участва на Евробаскет през 2011, 2013 и 2017 г.

## Успехи
- Шампион на Черна гора – 2011
- Купа на Черна гора – 2011
- В мача на звездите на НБА – 2019